# Лунд, Юлиан
Юлиа́н Ре́кдаль Фэй Лунн (норв. Julian Rekdahl Faye Lund; 20 мая 1999, Осло, Норвегия) — норвежский футболист, вратарь клуба «Будё Глимт». Младший брат Якоба Фэя-Лунда.

## Карьера
Лунд — воспитанник клуба Оппсал. В 2015 году на правах свободного агента перешёл в «Русенборг». 5 июля 2020 года в матче против «Стабека» он дебютировал в Элитсерии. 30 марта 2017 года был арендован клубом Левангер. 23 апреля в матче против «Мьёндален» дебютировал за новый клуб.
В марте 2019 года был арендован клубом «Мьёндален». 30 марта в матче против «Волеренга» дебютировал за новый клуб. 12 мая 2021 года на правах аренды стал игроком «Хам-Кам». 15 мая в матче против «Стьордалс-Блинк» он дебютировал в составе «Хам-Кам».
1 августа 2022 года стал игроком клуба «Будё Глимт». 9 августа в матче против «Жальгирис», Лунд дебютировал в квалификации Лиги Чемпионов УЕФА. 12 августа в матч против «Сарпсборга» дебютировал за новый клуб в Элитсерии.

## Достижения
«Русенборг»
- Чемпион Норвегии (2): 2015, 2016
- Обладатель Кубка Норвегии (2): 2015, 2016
- Обладатель Суперкубка Норвегии: 2017

«Будё-Глимт»
- Чемпион Норвегии: 2023